# Life With A Slave: Teaching Feeling
Life With A Slave: Teaching Feeling (Nhật: Teaching Feeling -傷肌少女との生活- Hepburn: Teaching Feeling -Kizuhada Shōjo to no Seikatsu-) là một trò chơi visual novel người lớn do FreakilyCharming phát triển và phát hành. Câu chuyện xoay quanh cuộc sống của vị bác sĩ mà người chơi sẽ nhập vai với một thiếu nữ tên Sylvie.
Trò chơi từng đứng đầu bảng xếp hạng doujin trên DLsite và DMM.R18 vào năm 2015.

## Tổng quan
FreakilyCharming là một nhóm cá nhân do Ray-K hay Ray-Kbys, một người Nhật sống tại Mỹ điều hành. Trong quá trình phát triển trò chơi, Ray-K đã thực hiện tất cả công việc một mình, bao gồm các bản vẽ gốc, cốt truyện và kịch bản. Đây là tựa game thứ hai của nhóm sau Love at First Sight (2014), một trò chơi visual novel nói về tình yêu với một nhân vật nữ một mắt. Theo hồ sơ của Ray-K, mặc dù sống ở Mỹ nhưng anh "nói tiếng Anh không tốt lắm" và phiên bản tiếng Nhật là phiên bản chính thức duy nhất mà tác giả này cung cấp.
Vào tháng 3 năm 2016, Clear Blue Communications đã cho ra mắt vỏ gối ôm và chăn in hình nhân vật nữ chính của tác phẩm này.
Tên ban đầu của trò chơi là 奴隷との生活 -Teaching Feeling- ( Dorei to no Seikatsu -Teaching Feeling-), nhưng tên gọi đã được thay đổi ở phiên bản 4.0 phát hành vào ngày 12 tháng 1 năm 2023.

### Lối chơi
Trong giai đoạn đầu, nữ chính Sylvie, một thiếu nữ với thân phận nô lệ luôn cảnh giác với nhân vật chính, một vị bác sĩ. Nhân vật chính có thể tăng mức độ yêu thích của Sylvie đối với mình bằng cách xoa đầu, mua quần áo cho cô và để cô đi cùng trong các chuyến đi. Khi mức độ yêu thích của Sylvie đạt đến một mức nhất định, nhân vật chính có thể làm tình với cô. Mặc dù tên ban đầu của trò chơi có thể dễ gây hiểu lầm, nhưng tác phẩm này không nói về lạm dụng tình dục như ở một số nguồn tin, mà là về việc Sylvie bị chủ cũ bạo hành. Không có chi tiết nào cho thấy Sylvie đã từng quan hệ tình dục (cô ấy được miêu tả rõ ràng là một trinh nữ trong lần đầu tiên quan hệ với nhân vật chính). Do đó, trò chơi chủ yếu xoay quanh việc phát triển tình cảm. Tùy thuộc vào tần suất quan hệ và một số điều kiện khác, Sylvie có thể chủ động yêu cầu quan hệ tình dục với nhân vật chính. Việc từ chối yêu cầu và tiếp tục cuộc sống thường nhật cũng là một lựa chọn khả thi.
Không có kết thúc rõ ràng trong trò chơi, vì vậy trừ khi đạt điều kiện của bad ending (cái chết của Sylvie), người chơi có thể tiếp tục chơi. Từ khi  trò chơi được phát hành, các sự kiện, trang phục và nhiều nội dung khác vẫn tiếp tục được bổ sung thông qua các bản cập nhật thực hiện bởi người sáng tạo. Tại DMM.R18, bản làm lại của phiên bản đầu tiên tên là TeachingFeeling-Legacy đã được phát hành vào ngày 28 tháng 10 năm 2017 nhằm kỷ niệm 2 năm phân phối trò chơi.

## Cốt truyện
Một ngày nọ không báo trước, thương gia trung niên với vẻ ngoài đáng ngờ Ferrum bỗng nhiên đến nhà nhân vật chính. Ông đến để hỏi liệu có thể nhận Sylvie, một cô gái nô lệ đã bị người chủ trước đây ngược đãi nghiêm trọng hay không. Sau khi nhìn thấy những vết sẹo trên khắp cơ thể Sylvie, nhân vật chính đồng ý tiếp quản cuộc sống của Sylvie và hai người cùng nhau bắt đầu cuộc sống mới.
Lúc đầu, Sylvie cảnh giác ngay cả với nhân vật chính và không thể hiện cảm xúc của mình, nhưng khi nhân vật chính bắt đầu đối xử với cô bằng lòng trắc ẩn chứ không phải sự bạo lực như chủ nhân trước đây của cô, cô dần dần mở lòng với anh, mặc dù cô rất bối rối, và cảm xúc giữa họ trở nên phong phú hơn theo thời gian. Cuối cùng, Sylvie nói với nhân vật chính "Em muốn cảm ơn chủ nhân".

## Nhân vật
Nhân vật chính
Bác sĩ ở một thị trấn nhỏ. Một người quen đã giới thiệu Sylvie với anh, đó là một thương gia được phân chia tài sản thừa kế sau cái chết của người chủ trước của cô và Sylvie thuộc phần người thương gia kia được nhận.
Sylvie
Thiếu nữ với thân phận nô lệ. Sylvie sống trong trại trẻ mồ côi trước khi người chủ cũ mua cô làm nô lệ. Do lối sống khắc nghiệt và thường xuyên bị chủ nhân trước bạo hành, cô đã đóng cửa trái tim mình, nhưng cô dần dần mở lòng vì cảm động trước lòng tốt của nhân vật chính.
Người chủ trước của cô đối xử với cô như nô lệ cho những sở thích tàn bạo (nhưng không liên quan đến tình dục). Vì vậy, cô vẫn là một trinh nữ khi được nhân vật chính nhận.
Ferrum
Trong quá khứ, thương gia này đã được nhân vật chính cứu sau khi ông ta bị thương và gục ngã ở ngoại ô thị trấn. Ông am hiểu về thế giới ngầm và lợi dụng cái chết của người chủ trước của Sylvie để giành được tài sản thừa kế, và Sylvie cũng là một phần của tài sản thừa kế đó.
Lúc đầu, ông tính đến việc ruồng bỏ Sylvie vì khó bán, nhưng do lương tâm nên ông đã giới thiệu cô với nhân vật chính.
Chủ cửa hàng ma mị (Aurelia)
Cô chủ của cửa hàng quần áo có thể ra vào trong quá trình chơi, một người phụ nữ quyến rũ nhưng mang bầu không khí bí ẩn. Không thể chịu đựng được khi nhìn thấy Sylvie đi cùng nhân vật chính trong trang phục rách rưới, cô đã dùng khả năng bán hàng của mình để một phần buộc nhân vật chính phải mua quần áo.
Mặc dù tên cô không xuất hiện trong trò chơi, nhưng chính Ray-K đã cung cấp thông tin này trên Twitter.
Người quản lý kỳ lạ (Nephy)
Người quản lý tại một nhà hàng trong thị trấn, được thêm vào ở các bản cập nhật sau này. Tùy theo tâm trạng, cô có thể làm mọi việc từ phục vụ khách đến quản lý nhà hàng.
Giống như Aurelia, tên của cô không xuất hiện trong trò chơi nhưng tác giả đã tiết lộ tên cô trên Twitter.

## Đánh giá
Ngay sau khi có mặt trên DLsite.com vào ngày 27 tháng 10 năm 2015 và DMM.R18 (nay là FANZA) vào ngày 29 tháng 10 năm 2015, trò chơi đã nhanh chóng được biết đến nhờ những lời truyền miệng và đứng đầu trong bảng xếp hạng tháng 10 năm 2015 của DLsite, tiếp tục đạt vị trí số 1 trong bảng xếp hạng thường niên trên DLsite và DMM.

Trong mục "Viện nghiên cứu gal game toàn Nhật Bản" của tạp chí Weekly ASCII số 1053 phát hành bởi KADOKAWA / ASCII Media Works (ấn bản số), Teaching Feeling đã được liệt kê trong mục "trò chơi được đề xuất của tuần này" và số lượng bán ra đã tăng nhanh nhờ những lời đồn thổi ngay sau khi chuyên mục này được đăng. Để những gì mà tạp chí đang làm thêm nổi bật, bài đánh giá sau đây đã được đăng dưới tên của người phụ trách Minamida:
| “ | Gal game có yếu tố nô lệ thường được coi là trò chơi huấn luyện và làm nhục, nhưng trọng tâm chính của tác phẩm này là để hòa hợp với nữ chính, nô lệ Sylvie. (...) Nó gây nghiện đến mức đánh thức tình phụ tử ở nhiều người! | ” |

Vào tháng 1 năm 2016, tổng số lượt tải xuống của trò chơi trên DLsite đã vượt quá 36.000, đứng đầu trong lịch sử, đồng thời khiến thứ hạng của tất cả các tựa game đã ra mắt thay đổi lần đầu tiên sau 12 năm. Đến tháng 2 cùng năm, các trang tin tức tiếng Anh đưa tin rằng doanh thu tổng hợp trên DLsite và DMM ước tính vượt quá 100 triệu yên.
Trong số các tựa game có mặt trên DLsite, Teaching Feeling đã được chọn cho hạng mục "Doujin khiêu dâm hay nhất 2016" trên trang tin tức UraAkiba.jp do New Akiba Co., Ltd. điều hành.
Vào tháng 6 năm 2016, tổng doanh số trên DLsite và DMM đã vượt quá 100.000 bản. Trong bảng xếp hạng thường niên năm 2016, trò chơi được xếp hạng nhất trong hạng mục doujin của DMM và DLsite lần thứ hai liên tiếp.

## Tranh cãi
Mặc dù phiên bản chính thức của trò chơi này chỉ có sẵn ở tiếng Nhật, vẫn có các bản vá do cộng đồng thực hiện giúp dịch nội dung trong trò chơi sang các ngôn ngữ khác. Ở Hàn Quốc, mọi hành vi phân phối các trò chơi chưa được Game Rating and Administration Committee (GRAC) xem xét đều bị cấm, nhưng một bản vá đã được dùng để dịch nội dung trò chơi sang tiếng Hàn. Các bản sao trái phép của trò chơi đã được lưu hành từ tháng 11 năm 2015.
Vào tháng 1 năm 2016, tạp chí dành cho nam giới MAXIM KOREA đã hứng chịu một loạt lời chỉ trích vì đưa tin rộng rãi về tác phẩm này. Sau đó, bộ phận biên tập của tạp chí đã phát đi thông cáo nói rằng "Các phương tiện truyền thông trực tuyến đang bóp méo các báo cáo", "Không thể chấp nhận được việc xuất bản một bài viết khiến mọi người nghĩ rằng nó chứa hình ảnh nhạy cảm của trò chơi, vốn không có trong tạp chí này (không phải là tạp chí dành cho người lớn)" trên trang web của họ. Tuy nhiên, tranh cãi ngày càng leo thang và Đội điều tra tội phạm mạng của Sở Cảnh sát Thành phố Busan đã bắt đầu điều tra việc phân phối trò chơi vì nghi ngờ vi phạm Đạo luật phòng chống xâm hại tình dục trẻ em và thanh thiếu niên (Đạo luật Acheong). MAXIM KOREA là phiên bản tiếng Hàn của tạp chí cùng tên, được nhà xuất bản Dennis Publishing ở Anh ra mắt năm 1995. Trước đó trong số tháng 9 năm 2015, ảnh bìa tạp chí là đôi chân của một người phụ nữ thò ra khỏi cốp xe ô tô cũng bị chỉ trích là làm "liên tưởng đến một vụ bắt cóc và giết người". Sự kiện này đã gây náo động, với số chữ ký trực tuyến kêu gọi thu hồi tạp chí lên tới 100.000. Khi ký ức về sự kiện này vẫn còn nguyên, dư luận đặt câu hỏi về chính sách biên tập của tạp chí khi xuất bản một bài viết giới thiệu rộng rãi về trò chơi người lớn chưa được GRAC xem xét mặc dù đây không phải là tạp chí dành cho người lớn. The Huffington Post Hàn Quốc đã nhận định rằng "việc đây không phải là tạp chí người lớn nhưng lại đăng một bài viết giới thiệu trò chơi người lớn chưa được xem xét bởi GRAC là cơ hội hoàn hảo để mọi người công kích chính sách biên tập của tạp chí".
Vào ngày 19 tháng 5 năm 2016, 15 người phân phối trái phép tác phẩm này đã bị bắt vì tình nghi vi phạm Đạo luật Acheong.